# Aldana Carraro
Aldana Huilén Carraro (Buenos Aires, 12 de septiembre de 1994 - 10 de julio de 2015) fue una gimnasta artística argentina y miembro del equipo nacional. Participó en el Campeonato Mundial de Gimnasia Artística de 2010 en Róterdam, Países Bajos. Era compñaerra de entrenamiento de la campeona estadounidense Simone Biles. Falleció el 10 de julio de 2015 por una enfermedad terminal. 
El Club Italiano de Buenos Aires organiza la "Copa Aldana Carraro" de gimnasia artística en su memoria.